# روديتسا (فثيوتيس)
روديتسا (Ροδίτσα) هي مدينة في فثيوتيس في مقاطعة كينتريكي إلادا في اليونان.